# 11409 Horkheimer
11409 Horkheimer eller 1999 FD9 är en asteroid i huvudbältet som upptäcktes den 19 mars 1999 av LONEOS vid Anderson Mesa Station. Den är uppkallad efter Jack F. Horkheimer.
Asteroiden har en diameter på ungefär 15 kilometer och den tillhör asteroidgruppen Themis.